# Hartinkov
Obec Hartinkov (původně Herrmannsdorf) se nachází v okrese Svitavy v Pardubickém kraji. Žije zde 53 obyvatel.

## Název
Nejstarší doložené jméno vesnice je německé Hartungsdorf - "Hartungova ves". Z něj vzniklo české Hartunkov, doložené od 16. století. Nejstarší zaznamenaná podoba českého jména nicméně byla Hertvíkov (zapsáno 1490). V češtině se během novověku prosadila podoba Hartinkov, z níž pak vzniklo nové německé Hartinkau. K roku 1371 je doloženo ojedinělé Hermansdorf.

## Historie
První písemná zmínka o obci pochází z roku 1291. Ve středověku tu na statcích žilo 7 rodin. Ve 30. letech 17. století byli původní majitelé nuceni zadlužený statek prodat a ten připadl Jaroslavu Drahanovskému z Pěnčína, který sídlil na zámku v Biskupicích.
V první polovině 19. století po nálezu rudy v lesích mezi Hartinkovem a Vranovou Lhotou se do vesnice stěhují havíři a roku 1870 zde trvale žilo 426 osob.
V údolí Věžnice dříve stával mlýn, nad kterým se rozkládal rybník, z obojího se zachovaly pouze pozůstatky. Výkon vodního motoru mlýna dosahoval výkonu 3,08 kW při spádu čtyři metry. Na začátku 20. století patřila budova mlynářské rodině Šmídů. Dne 4. května 1945 se v blízkosti mlýna strhla potyčka mezi partyzány a protipartyzánským komandem, jehož výsledek byla smrt pěti členů trestného komanda. Podle některých historiků byla tato událost poslední z příčin tragédie v nedalekém Javoříčku.

## Přírodní poměry
Obec se nachází ve střední části Zábřežské vrchoviny na území přírodním parku Bohdalov-Hartinkov, který je typický mozaikou polopřirozených a přírodně blízkých luk a pastvin.
Východní část obce spadá do povodí potoka Věžnice, voda ze západní části odtéká bezejmennými toky do Nectavy a severní část je odvodňována Maratovským potokem.

## Galerie

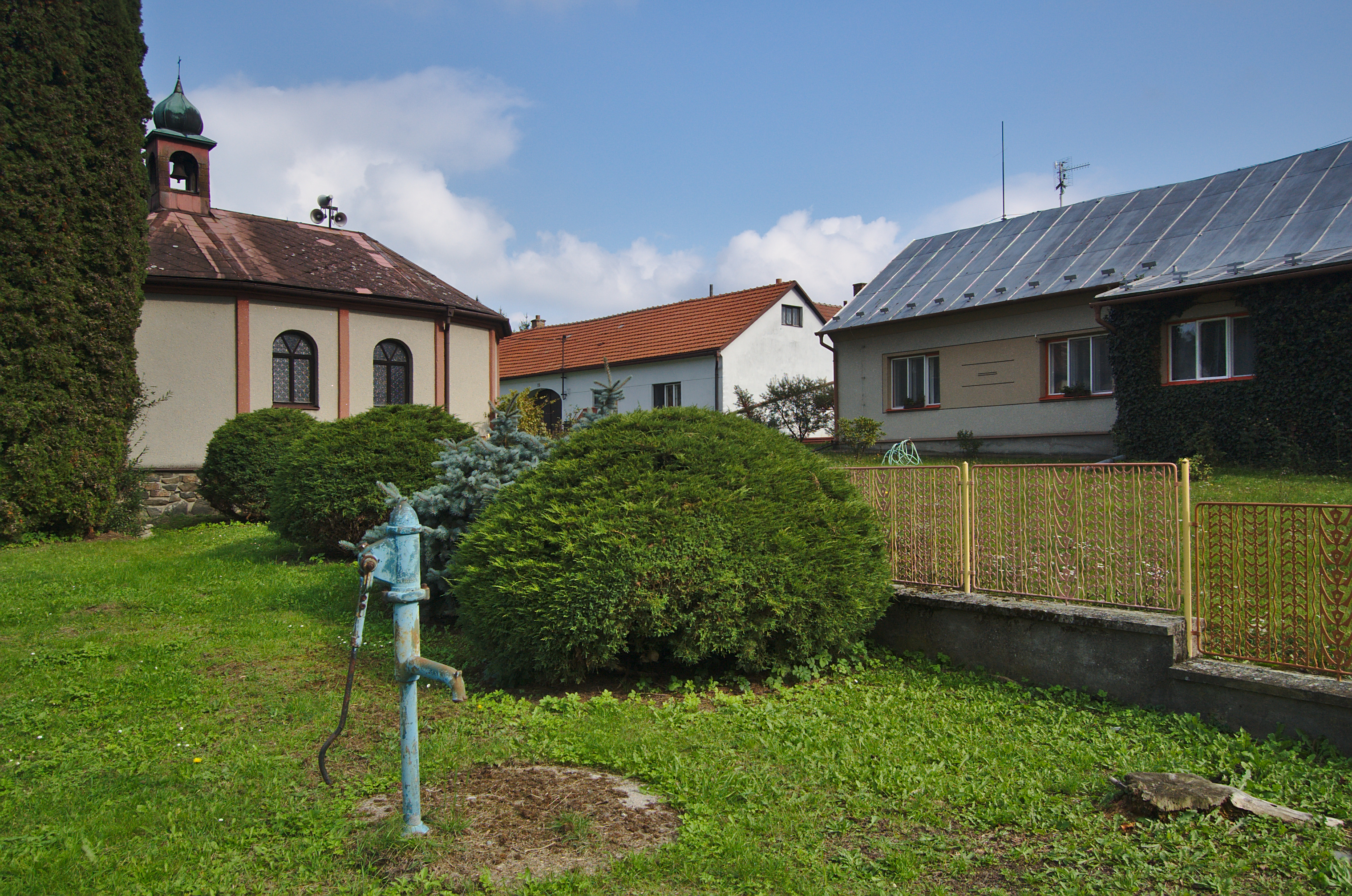
Kaple
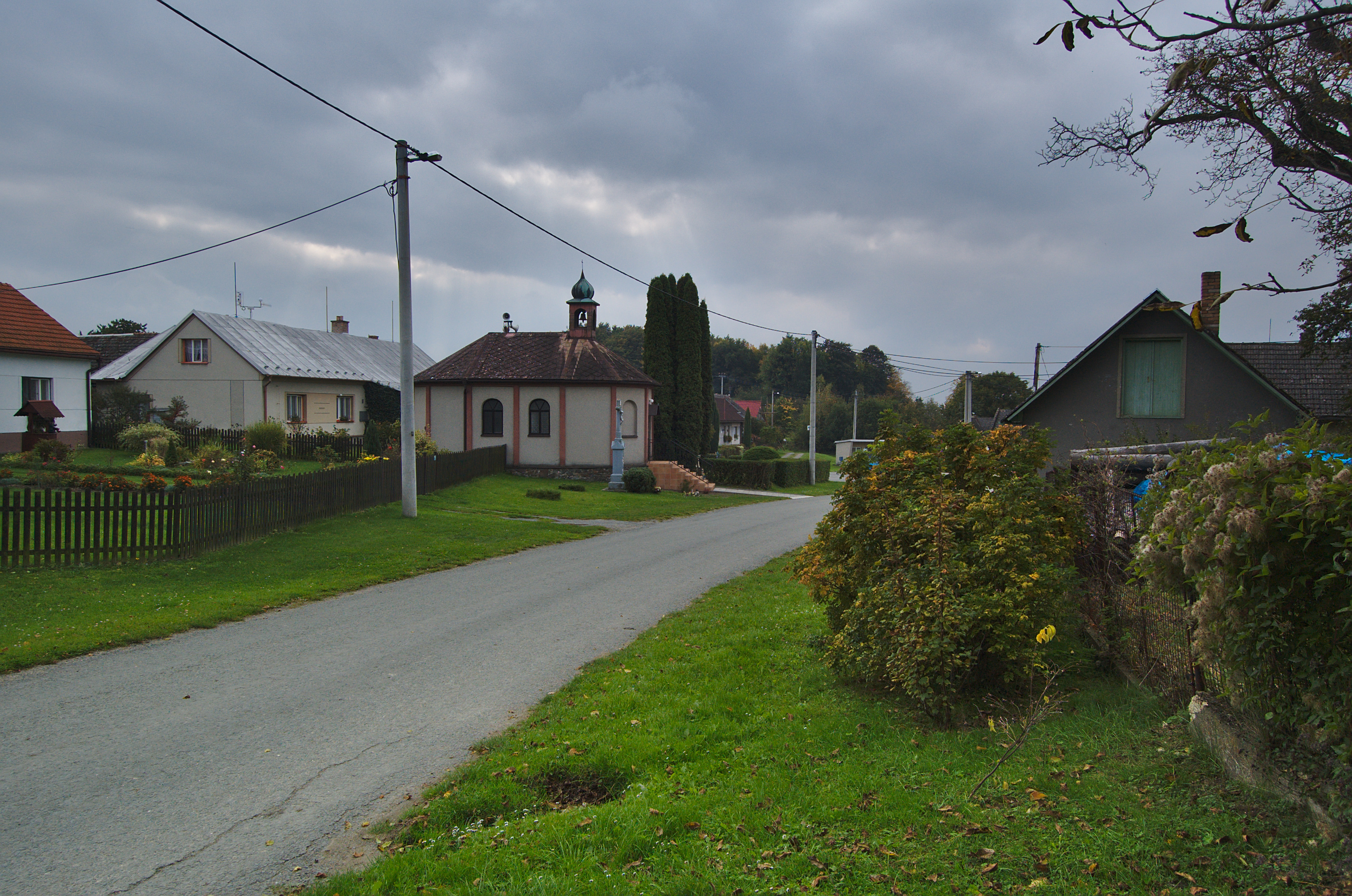
Pohled do obce
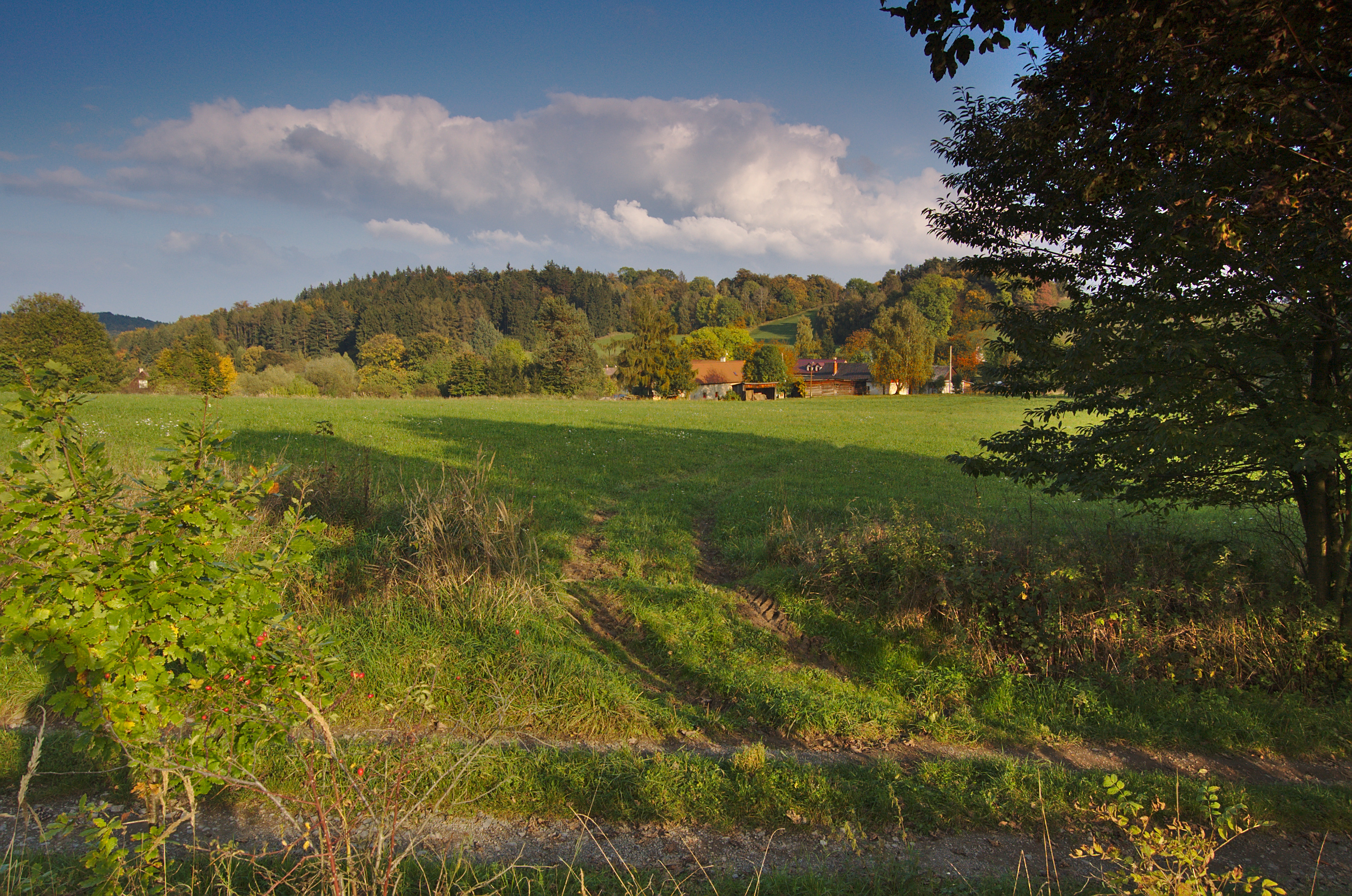
Pohled na severní část obce od severozápadu
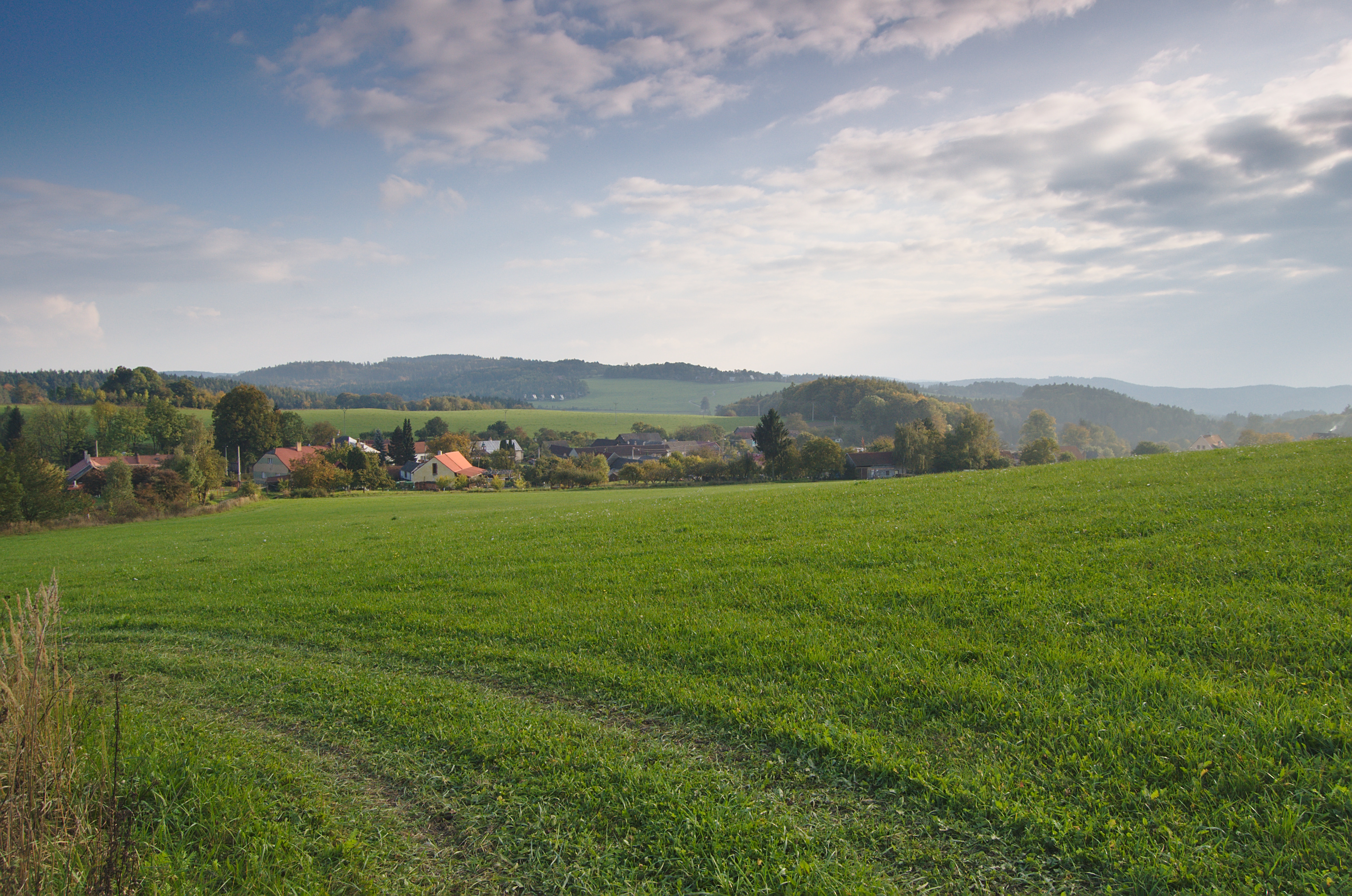
Pohled na jižní část obce od severozápadu